# Louhosaari
Louhosaari är en ö i Finland. Den ligger i sjön Keskimmäinen och Alimmainen och i kommunen Sankt Michel i den ekonomiska regionen  S:t Michel och landskapet Södra Savolax, i den södra delen av landet, 210 km nordost om huvudstaden Helsingfors. Öns area är 0,6 hektar och dess största längd är 130 meter i sydväst-nordöstlig riktning.